# إميل إلنيوس
إميل إلنيوس (Emil Elenius؛ سوسما، 16 سبتمبر 1877 - هلسنكي، 1 مارس 1949) كاتب فنلندي. تناول الحياة على أرخبيل سورسآري بالرواية والقصص القصيرة.
والده هما انتون إلنيوس رئيس عمال غابات وماريا هارتونن . تخرج من مدرسة معلمي الابتدائية و اشتغل مدرساً في مدرسة سوركولا بجزيرة سورسآري بين عامي 1900-1920 و في لهتي 1920-1922 . كان إلنيوس كاتباً حراً من عام 1922 ، و عمل أيضاً مؤقتاً مراسلاً لدى عدة صحف.
أدى إلنيوس بالاشتراك مع رينو بالمروت وباسي يآسكيلاينن مسرحية غنائية على أساس سيناريو في عام 1938 من إخراج بآفو كوستيويا، تحولت إلى فيلم «على متن السفينة» (Laivan kannella).
تزوج إلنيوس منذ عام 1904 من أيني بنتيلا.